# جورج اسواربریک
جورج اسواربریک (انگلیسی: George Swarbrick؛ زادهٔ ۱۶ فوریهٔ ۱۹۴۲) بازیکن هاکی روی یخ اهل کانادا است.
از باشگاه‌هایی که در آن بازی کرده‌است می‌توان به سیل‌های مکانیکی و فیلادلفیا فلایرز اشاره کرد.